# Henryk Pietrzak (squadron leader)
Henryk Pietrzak (ur. 6 marca 1914 w Rudzie Pabianickiej, zm. 28 stycznia 1990 w Wielkiej Brytanii) – kapitan pilot Polskich Sił Powietrznych w Wielkiej Brytanii, as myśliwski II wojny światowej.

## Życiorys
Służbę w lotnictwie rozpoczął podczas odbywania zasadniczej służby wojskowej w 4 pułku lotniczym w Toruniu, gdzie latał jako pilot w 114 eskadrze myśliwskiej. Następnie został instruktorem w Centrum Wyszkolenia Lotnictwa w Dęblinie.
We wrześniu 1939 został ewakuowany do Rumunii, skąd przedostał się do Francji, gdzie został powołany do odtwarzanego lotnictwa polskiego. W czerwcu 1940 walczył w składzie Groupe de Chasse III/9 (Grupa Pościgowa III/9) w rejonie Lyonu. Po klęsce Francji poprzez Afrykę północną ewakuował się do Wielkiej Brytanii. Po przeszkoleniu latał w dywizjonie 306, w którym 16 sierpnia 1941 uzyskał swoje pierwsze zestrzelenie (Bf-109) a kolejny samolot uszkodził. 1 czerwca został promowany na stopień oficerski.
Od 15 listopada do 9 grudnia 1942 był pilotem doświadczalnym w Aircraft and Armament Experimental Establishment (Ośrodek Doświadczalny Samolotów i Uzbrojenia).
Do latania bojowego powrócił w dywizjonie 306, w którym 31 grudnia 1942 zaliczono zestrzelenie FW-190 uznane za 500 zwycięstwo polskich pilotów w trakcie wojny.
Od 5 maja do 23 listopada był instruktorem pilotażu najpierw w 58 OTU, potem w 61 OTU. Powróciwszy ponownie do dywizjonu 306 7 czerwca 1944 uzyskał zestrzelenie dwóch samolotów FW-190 oraz jednego Bf-109 prawdopodobnie zestrzelonego. 25 czerwca 1944 został przeniesiony do dywizjonu 315, gdzie objął dowództwo eskadry A. swój drugi wielki dzień Pietrzak miał 18 sierpnia 1944 r., kiedy to w okolicach Beauvais zestrzelił na pewno 3 samoloty FW-190 w tym jeden zespołowo.
31 października został przeniesiony do sztabu Dowództwa Sił Powietrznych. 22 maja 1945 otrzymał przydział do dowództwa 2 Skrzydła Myśliwskiego, zaś 16 lipca otrzymał stanowisko dowódcy dywizjonu 309.
Po rozwiązaniu dywizjonu 309 i demobilizacji pozostał w Wielkiej Brytanii. Zmarł 28 stycznia 1990 r.

## Zestrzelenia
Na liście Bajana sklasyfikowany został na 21 pozycji z 7 ½ zestrzeleniami pewnymi, 1 prawdopodobnym i 1 uszkodzeniem
zestrzelenia pewne
- Bf-109 – 16 sierpnia 1941
- FW-190 – 9 października 1942
- FW-190 – 31 grudnia 1942 (był to 500 samolot nieprzyjacielski zestrzelony przez Polskie Siły Powietrzne na Zachodzie)
- 2 x FW-190 – 7 czerwca 1944
- 2 i ½ FW-190 – 18 sierpnia 1944

zestrzelenia prawdopodobne
- Bf-109 – 7 czerwca 1944

uszkodzenia
- Bf-109 – 16 sierpnia 1941

Ponadto zestrzelił pięć pocisków V-1.

## Ordery i odznaczenia
- Krzyż Srebrny Orderu Wojennego Virtuti Militari (nr 09678) – 10 lutego 1943
- Krzyż Walecznych – czterokrotnie
- Medal Lotniczy
- brytyjski Distinguished Flying Cross – 9 lutego 1945